# VfB Osterode
VfB Osterode was een Duitse voetbalclub uit Osterode in Ostpreußen, Oost-Pruisen, dat tegenwoordig tot Polen behoort en sinds 1946 bekend is onder de naam Ostróda.

## Geschiedenis
De club werd in 1919 opgericht. In 1921/22 ging de club in de Bezirksliga Südostpreußen spelen, een voorronde van de Oost-Pruisische competitie. De club werd kampioen en plaatste zich voor de eindronde van Oost-Pruisen en verloor met 8-1 van SC Lituania Tilsit. Het volgende seizoen plaatste de club zich opnieuw. Er waren twee groepen en VfB werd laatste in een groep met Masovia Lyck, SV Viktoria Elbing en Rastenburger SV. De volgende jaren werd de competitie gedomineerd door de clubs uit Allenstein. In 1926 werden de Bezirksliga's vervangen door de Ostpreußenliga waarvoor Osterode zich niet plaatste. Na vier jaar werd deze competitie afgevoerd en vervangen door drie Bezirksliga's. Ook hier plaatste de club zich niet voor. Wel namen ze dat jaar deel aan de promotie-eindronde, echter konden ze deze niet afdwingen. In 1933 kon de club wel promotie afdwingen. Het seizoen 1933/34 werd al in 1932 begonnen, door de strenge winters in het Baltische gebied. Echter werd de competitie grondig geherstructureerd nadat de NSDAP aan de macht kwam in Duitsland. De competitie van dat jaar werd niet voltooid en de Gauliga Ostpreußen werd ingevoerd als nieuwe hoogste klasse. Op basis van de eindrangschikking van 1933/34 werden de deelnemers bepaald. Osterode werd vijfde en plaatste zich niet.
De club ging nu in de Bezirksklasse spelen en werd in het eerste seizoen vicekampioen in de groep Allenstein achter SV Allenstein. Het volgende seizoen werd de club gedeeld tweede. Hierna werd de competitie hervormd en speelden de clubs uit de Gauliga samen met de beste teams uit de Bezirksklasse. De twee besten uit elke groep plaatsten zich voor de eigenlijke Gauliga. In de nieuwe sterkere reeks werd de club vijfde op zeven teams. Het volgende jaar werd de club gedeeld derde en in 1938 werden ze derde achter Masovia Lyck en MSV Hindenburg Allenstein. Hierna werd de Gauliga herleid naar één reeks met tien clubs. De nummers drie van elke reeks speelden een kwalificatieronde, echter moest de club het hier afleggen tegen Polizei SV Danzig en Rasensport-Preußen Königsberg.
Na drie seizoenen in de Bezirksklasse wist de club opnieuw promotie af te dwingen. Met twee punten achterstand op SV Insterburg werd de club laatste en degradeerde. In 1943/44 trok de club zich na één seizoen terug uit de competitie.
Na de Tweede Wereldoorlog viel Osterode onder Polen en werden de Duitsers verdreven. Alle Duitse clubs in Oost-Pruisen werden ontbonden.